# Eryk Rudy
Eryk Rudy (isl. Eiríkur Rauði; ur. ok. 950, zm. ok. 1003) – założyciel pierwszych normańskich osad na Grenlandii odkrytej przez niego w 982. Swój przydomek Eryk zyskał z powodu koloru włosów. Urodził się w Norwegii jako syn Thorwalda Aswaldssona, stąd był znany także jako Eryk Thorwaldsson.

## Konflikty z prawem
Około 960 roku ojciec Eryka dopuścił się morderstwa, za co został skazany na wygnanie z Norwegii. Razem z rodziną udał się na zachód i osiadł w Hornstrandir w północno-zachodniej Islandii. Tam Eryk poślubił Thjodhild i przeniósł się z nią do Haukadal, gdzie zbudował farmę. Po jakimś czasie wdał się w konflikt ze swoim sąsiadem Valthjofem, na którego gospodarstwo osunęła się lawina ziemi wywołana przez niewolników Eryka. Przyjaciel Valthjofa, Eyiolf postanowił ich za to zabić, więc Eryk w odwecie zgładził jego oraz Holmgang-Hrafna. Za te czyny krewni Eyiolfa zmusili go do banicji z Haukadal.
Eryk opuścił dom i udał się na wyspę Öxney położoną u wybrzeży Islandii, by spotkać się z Thorgestem. Poprosił go o przechowanie zdobionych belek o znaczącej wartości, które jego ojciec przywiózł z Norwegii. Następnie rozpoczął budowę nowego domu, a gdy go skończył i wrócił po belki dowiedział się, że „nie może ich otrzymać”. Udał się więc do Breidabolstad, by je odzyskać. Sagi nie wyjaśniają jednak, czy były to belki Thorgesta.
Thorgest udał się za nim w pościg, a gdy doszło do walki Eryk zabił dwóch jego synów oraz „kilku innych ludzi”. Doszło do procesu, w wyniku którego Eryk został skazany na trzyletnie wygnanie z Islandii.

## Odkrycia
Choć historycznie uznaje się, że to Eryk Rudy jako pierwszy odkrył Grenlandię, to islandzkie sagi sugerują, że był przed nim ktoś inny. Według tradycji miał to być Gunnbjörn Ulfsson, który jako pierwszy ujrzał nowy ląd, sto lat przed Erykiem, gdy silne wiatry zniosły jego statek z kursu. Nieznaną ziemię nazwał Gunnbjarnarsker. Jednakże to przypadkowe odkrycie spowodowało, że przeszło ono bez większego echa. Po Gunnbjörnie na Grenlandię udał się również  Snaebjörn Galti, który według ówczesnych źródeł podjął się pierwszej, ale bezskutecznej próby jej kolonizacji. Pierwszym europejskim osadnikiem był natomiast Eryk Rudy.
Po wygnaniu z Islandii postanowił odszukać ląd wspomniany przez Ulfssona. W tym kontekście, kiedy około 982 roku wypływał w kierunku Grenlandii, była to ziemia nieco tajemnicza i mało znana. Po dotarciu do wyspy opłynął jej południowe brzegi (znane później pod nazwą przylądka Farvel) i skierował się wzdłuż zachodniego wybrzeża. W końcu dotarł w okolice, których większą część pokrywał lód. Według Sagi o Eryku Rudym spędził tam trzy lata na badaniach. Pierwszą zimę spędził na wyspie Eiriksey, drugą w Eiriksholmar (niedaleko Hvarfsgnipa), a ostatnie lato poświęcił na eksploracje dalekiej północy (Snaefell i Hrafnsfjord).
Kiedy trzyletnie wygnanie dobiegło końca Eryk powrócił na Islandię, gdzie opowiedział o swojej podróży. Nową ziemię nazwał „Grenlandią” (czyli zieloną ziemią), żeby przyciągnąć do niej potencjalnych osadników. Wyjaśnił, że ludzie będą bardziej skłonni się tam osiedlić, jeżeli jej nazwa będzie zachęcająca. Po przezimowaniu na Islandii, zebrał dużą grupę kolonistów. Na czele 25 okrętów wyruszył na Grenlandię. Tylko 14 dotarło do celu, a 11 zaginęło na morzu.
Na południowym zachodzie wyspy założył dwie kolonie: Osiedle Wschodnie oraz Zachodnie. Powstało też Osiedle Środkowe, ale przypuszczalnie było ono częścią zachodniej osady.

## Osiedle Wschodnie
W Osiedlu Wschodnim Eryk zbudował swoją posiadłość zwaną Brattahlid (pobliże dzisiejszego Narsarsuaq). Otrzymał także tytuł najwyższego wodza Grenlandii.
Osada, którą założył z czasem rozrosła się do 5000 mieszkańców i rozciągała na znacznym obszarze wzdłuż pobliskich fiordów. Z przeludnionej Islandii wciąż bowiem przybywały nowe grupy imigrantów. Jednakże w 1002 roku jedna z nich przywlokła ze sobą zarazę, która zdziesiątkowała kolonię, zabijając wielu wodzów, w tym Eryka Rudego. Niemniej jednak kolonia wkrótce odżyła i przetrwała aż do XV wieku.

## Potomkowie
Średniowieczne islandzkie podania mówią, że Eryk i jego żona Thjodhild doczekali się czwórki dzieci: córki Freydís oraz trzech synów Leifa Erikssona, Thorvalda Erikssona i Thorsteina Erikssona.
Leif podobnie jak ojciec również został odkrywcą i jako pierwszy Europejczyk ujrzał kontynent północnoamerykański. Stał się też pierwszym wikingiem, który zbadał ziemię zwaną Winlandią (prawdopodobnie okolice dzisiejszej Nowej Fundlandii). Zaprosił tam również ojca, ale według legendy, przed podróżą Eryk spadł z konia, co uznał za zły znak i pozostał w domu.